# Clément Blanchet
 (septembre 2020).
Si vous disposez d'ouvrages ou d'articles de référence ou si vous connaissez des sites web de qualité traitant du thème abordé ici, merci de compléter l'article en donnant les références utiles à sa vérifiabilité et en les liant à la section « Notes et références ».
Pour les articles homonymes, voir Blanchet.
Clément Blanchet, né en 1981 à Chambray-lès-Tours (Indre-et-Loire), est un architecte urbaniste français, enseignant et critique, pratiquant dans les domaines de la théorie de l’architecture, de l’urbanisme et des enquêtes culturelles.

## Parcours

### Études
Clément Blanchet est diplômé DPLG de l’école d’architecture de Versailles (énsa-v).
Il a étudié un an à l'université de Chicago et a participé à une formation à l'Architectural Association de Londres.

### Collaboration avec l’Office for Metropolitan Architecture
En 2004, Clément Blanchet effectue un stage à l’Office for Metropolitan Architecture (OMA, agence fondée en 1975 par Rem Koolhaas, Madelon Vriesendorp, Elia Zenghelis et Zoe Zenghelis) à Rotterdam, où il participe à plusieurs concours. Il intègre l’agence en tant qu’architecte et en 2006, il est responsable de plusieurs projets et concours. Il devient associé de l’OMA en 2008 et en est le directeur France de 2011 à 2014.

### Création de l'agence "Clément Blanchet Architecture"
En 2014, Clément Blanchet fonde sa propre agence d’architecture et d’urbanisme à Paris, sous le nom de clément blanchet architecture. Il reste architecte associé de l’OMA sur certains des projets qu’il a développés en France : la Bibliothèque multimédia à vocation régionale (BMVR) à Caen, renommée Alexis de Tocqueville (livrée janvier 2017) ou encore CentraleSupélec (livrée 2018).
Dans la préface de la revue Archistorm no 65 (mars-avril 2014), Clément Blanchet explique ainsi sa manière de travailler : « Concevoir semble lié au hasard. Le hasard a un double intérêt car il peut être considéré comme une aubaine, un destin, mais aussi traduire une fatalité, un risque, un piège. Le processus de création doit réussir à piéger ce hasard. C’est une friction attractive. C’est une sorte d’accouplement non-contrôlé. Le hasard peut formuler et générer de l’ordinaire et du sublime. »

En juillet 2017, il est nommé architecte conseil de la région d’Annecy.

## Réalisations et projets en cours
Clément Blanchet a notamment été l'architecte responsable de la Serpentine Gallery, en collaboration avec Cecil Balmond (2006). Il a conçu et développé la Bibliothèque multimédia à vocation régionale (BMVR) de Caen, renommée Alexis de Tocqueville, en tant que directeur OMA France en 2010. Il a aussi développé le Parc des expositions de Toulouse (livraison 2020), réalisé une étude urbaine pour 50 000 nouveaux logements à Bordeaux (2011-2014) et conçu la nouvelle École centrale de Paris-Saclay (concours 2012). En décembre 2013, OMA a gagné, sous la direction de Clément Blanchet, le concours du futur pont Jean-Jacques Bosc à Bordeaux, renommé Simone Veil.
L’agence a livré en 2015 la galerie Chantal Crousel à Paris, et dans la continuité de la conception du restaurant Le Dauphin (avenue Parmentier à Paris) l’agence a réalisé le restaurant d’Iñaki Aizpitarte, Le Chabanais (8 Mount Street, à Londres).
L’agence s’est concentrée sur le secteur de l’éducation à travers plusieurs projets, comme le campus de l’Innovation à Antony (France) et l’Université des Métiers Carrefour à Saclay (France) en 2017. En 2018, l’agence remporte un concours international pour la création de Circus 3, un auditorium de 1 500 places développé dans le cadre des projets du Grand Paris et plus spécifiquement du projet Europacity, une cité commerciale futuriste imaginée pour le groupe Auchan. Ce projet a fait polémique dans la mesure où il impliquait l’urbanisation de 280 hectares de terres agricoles, ce qui a posé débat du point de vue écologique.
En juin 2019, Clément Blanchet Architecture remporte la construction des 15 000 sièges du Stade Bauer à Saint-Ouen, en collaboration avec SCAU, Architectes.

L’agence est invitée à participer à des concours internationaux aux États-Unis, en Asie et en Europe. Elle développe actuellement une étude urbaine et un complexe hôtelier à Tbilissi (Géorgie) ainsi qu’un nouveau projet urbain à Shenzhen (Chine).

## Publications
(juillet 2020).
- Poullaouec-Gonidec, Philippe. (dir.), Ghorayeb, Marlène. et Costes, Laurence., L'université et la ville : Évry stratégies pour un modèle de partage, 2019 (ISBN 978-2-37368-040-9 et 2-37368-040-8, OCLC 1085351781, lire en ligne)
- Lenne, Frédéric. (dir.), Faire battre le cœur des villes, 2018 (ISBN 978-2-37368-038-6 et 2-37368-038-6, OCLC 1066234172, lire en ligne).
- Article dans Grand Paris développement : EuropaCity, the new leisure area of greater Paris, 2018
- Circus 3 dans L"'Architecture d'Aujourd'hui" hors série / perspectives - Europacity, dialogue pour un territoire p. 58, 2018
- Aldebert, Audrey,, Barani, Marc,, Juppé, Alain, (1945-...)., et Feltesse, Vincent, (1967-...).,, Bordeaux chroniques métropolitaines 1995-2017, D. Carré, dl 2013 (ISBN 978-2-915755-44-2 et 2-915755-44-2, OCLC 874794930, lire en ligne)
- Le concours post-it, Clément Blanchet président du jury dans "L'architecture du quotidien" 10 ans de création architecturale en Région Centre - Val de Loire 2006-2016 sous la direction d'Elke Mittmann, Maison de l'Architecture Centre - Val de Loire, 2018
- La bibliothèque de Caen dans « The Architectural review, X Marks the spot » par Andrew Ayers, 2017
- Entretien avec Clément Blanchet, La genèse du plan en croix p. 38-41 dans « Lectures croisées La bibliothèque Alexis de Tocqueville à Caen OMA, Rem Koolhaas » - Le point du jour centre d’art / éditeur, 2017
- L’invention de la métropole du Grand Paris, entre économie circulaire et agriculture urbaine « AMC" no 264 novembre 2017
- Failla, Luigi (1984-....)., Du livre à la ville : la bibliothèque comme espace public, 2017 (ISBN 978-2-940563-21-0 et 2-940563-21-7, OCLC 1011648247, lire en ligne)
- Bibliothèque OMA, Clément Blanchet dans « ACIER, revue d’architecture » no 14, décembre 2016
- Articles 5 architectes à vocation régionale dans « L’Architecture d’Aujourd’hui » no 414 septembre 2016 Profession Architecte.
- ABI-Technik, Walter de Gruyter GmbH, juin 2016 (ISSN 0720-6763, lire en ligne).
- Rassia, Stamatina Th, et Pardalos, P. M. (Panos M.), 1954-, Future city architecture for optimal living, vol. 102, 2015 (ISBN 978-3-319-15030-7, 3-319-15030-8 et 3-319-15029-4, OCLC 906575081, lire en ligne), p. 57-79.
- Catherine Atger, Un pont en plus, un pont où l’on dansera, dans la revue bimestrielle des équipes d’urbanisme « Diagonal[13]» no 193, Ministère de la culture, Direction de l’architecture et de l’urbanisme, mars 2015, p. 23-25.
- Clément Blanchet et Noëlla de Plessis, La future BMVR de Caen, un dialogue permanent entre le bibliothécaire et l’architecte, dans le « Bulletin des bibliothèques de France » no 4, 2015.  (ISSN 1292-8399)
- &beyond (Firm), Archifutures : a field guide to the future of architecture, Dpr-Barcelona, 2015 (ISBN 978-84-944873-6-1, 84-944873-6-1 et 978-84-944873-7-8, OCLC 971545718, lire en ligne).
- Article sur le projet Urbain FNAU, 2014
- Article Library Quaterly Présentation Bibliothèque de Caen, 2014
- Richard Scoffier, Ceci n’est pas une infrastructure, Concours pour le pont Jean-Jacques Bosc à Bordeaux, dans la revue « D’ Architectures » no 225, avril 2014, p. 36-47.
- Clément Blanchet, Tribune, Clément Blanchet associé de l’OMA, préface de la revue « Archistorm » no 65, mars-avril 2014, p. 16-17.  (ISSN 1763-6361)
- Publication d’un livre « COLLECTIVE BOOK » - Participation de Clément Blanchet, 2014
- « Miscellanées Urbain » – Edition La Découverte, 2014
- Publication « DIAGRAM » sous la direction de Jacques Sautereau – ESA Paris, 2014
- Article par Clément Blanchet Urbanews – Interview « Justifier La Beauté de l’Ordinaire » Pont JJ Bosc - 19 décembre 2013
- Participation / Auteur Article Livre « Bordeaux Chroniques Métropolitaines » Décembre 2013 titre article : Habiter la Transition
- Clément Blanchet, Fragmentation vs. Unification, dans « Monu, magazin on Urbanism: Greater Urbanism » no 19, autumn 2013, p. 49-56.  (ISSN 1860-3211)
- Hohler, Anna., La Défense : le futur des espaces publics, Archipress & Associés, 2013 (ISBN 978-2-918832-28-7 et 2-918832-28-6, OCLC 859138522, lire en ligne)
- Les 40 qui ont fait l’architecture en 2012, p. 73-84, Clément Blanchet, directeur projets OMA France, dans la revue « Archistorm » no 58, janvier-février 2013, p. 75.  (ISSN 1763-6361)
- Richard Scoffier, Petite apologie du ressassement, Concours pour le service de la CREA à Rouen, dans la revue « D’Architectures » no 223, décembre 2013 - janvier 2014, p. 37-47.  (ISSN 1145-0835)
- Richard Scoffier, Incubateurs, Concours pour les nouveaux locaux de l’École centrale sur le plateau de Saclay, dans la revue « D’Architectures » no 212, octobre 2012, p. 28-36.  (ISSN 1145-0835)
- « Chercher jusqu’à l’essoufflement final », Libération,‎ 2012.
- « How to assign the Void, An Alternative to Urban Sprawl », Citta Arch,‎ juillet 2012.
- « Interview Clément Blanchet », LSD Magazine,‎ 2012.
- To Listen To Enjo  (préf. Clément Blanchet), International New Architecture, avril 2012.
- Le Moniteur Portrait C Blanchet – 3 janvier 2011 – « L’Aimable Révolté »
- article OMA Parc des expositions de Toulouse, dans la revue « AMC, Le Moniteur architecture » no 208, septembre 2011, p. 40.  (ISSN 0998-4194)
- Richard Scoffier, La bande, le grand 8 et les plots, Trois propositions pour le concours du parc des expositions de l’agglomération toulousaine, dans la revue « D’ Architectures » no 203, octobre 2011, p. 27-32.  (ISSN 1145-0835)
- CONDITION Magazine – « The Myths that shape your Architecture » - Article par Clément Blanchet et Mads Farsø, 2009
- Co-éditeur pour OMA avec Rem Koolhaas - Memorandum LD – 2008
- POP ART July 10 Serpentine Gallery – Koolhaas extraordinary London “Bubble”  2006
- « Up, up and away », BD The Architects,‎ juillet 2006.
- « The cosmic Egg », Le Figaro,‎ juillet 2006.